# Per Scheel-Krüger
Per Scheel-Krüger (født 23. juli 1968 i Dragør) er en dansk skuespiller, sceneinstruktør og tidl. kunstnerisk leder af Teater Grob i København.
Han underviser i teater og drama. Arbejder som coach og mentor i Scenekunstbranchen. 
Skaber og kunstnerisk leder af Det københavnske morskabsteater Tjenerstaben fra 1992.
Medvirket i flere improvisationsteatergrupper bl.a. De Gales Division på Comedy Zoo

## Udvalgte teaterforestillinger som skuespiller & instruktør mm.
- "Middag for 1", Teater Grob, 2010
- "Texas", Teater Grob, 2010
- "Evil living", Egen produktion Kaleidoskop, 2009
- "Knockout", Teater O, 2009
- "En plads i mit hjerte", Teater Grob, 2008
- ”Hjem Kære Hjem”, Teater Grob, 2007
- "Cruise", Teater Grob, 2007
- "Håndbog i overlevelse", Teater Grob
- ”Jeg, mig & mit”, Teater Grob
- ”Europamestrene”, Teater Grob
- ”Den første fødte”, Teater Grob
- ”Pelsjægerne”, Teater Grob
- ”Sød tøs”, Teater Grob
- ”Kunsten at Vedligeholde en far”, Teater Grob
- ”Helenes Himmelfærd”, Teater Grob
- ”Boxning”, Teater Grob
- ”Forstanderinden”, Teater Grob
- "Kæledægger", Teater Grob.

## Udvalgte film/serier som skuespiller
- SommerDahl, TV-serie
- Den Som Dræber, TV2
- Europamestrene, DR1
- Lærkevej, Tv2
- Sommer, DR1, 2008
- Kandidaten, Spillefilm, 2008
- Maj & Charlie, TV3, 2008
- 2900 Happiness, TV3, 2008
- Anna Pihl, Forbryder, TV2, 2007
- ”hvordan vi slipper af med de andre" Zentropa, 2007
- Dancer In The Dark, Lars Von Trier
- "Klovn”, 1 afsn. TV2/Zulu
- ”Ørnen”, DR1
- ”Perforama” DR
- ”Dusk & Bomholt”, DR2
- ”Lad de små børn”, Nordisk film
- ”OBLS” DR,
- Hotellet (2002) TV2

## Udvalgte teaterforestillinger som instruktør
- I Støvet Fra Regnen, teater Grob, 2020
- Frihed, Sex, Længsel, Teater Grob
- På Herrens Mark, Teater Grob
- Små Forstyrrelser, Teater Grob
- Umælende Kræ, Von Baden, Teater Svalegangen, Teater Grob
- Warszawa, Teater Grob
- Hotel Nelson, genopsætn. teater Grob
- Peter og Elgen, Genopsætn. Teater Grob
- Middag for 1, Teater Grob
- Texas, Teater Grob
- Evil Living, egenproduktion, Kaleidoskop, 2009
- Knockout, Teater O. Ungdomsteater på turne, 2008
- En plads i mit Hjerte, Teater Grob, på Kaleidoskop, 2008
- Hjem kære hjem, Teater Grob, Teater Kaleidoskop, 2007
- www.24julemiddage.dk, revy på Byens lys, 2006
- Tandlæge revyen, 28 medvirkende + band, Dansescenen, Østerbro.
- Show case, Treo, Eventbureau 3Dimension.
- All Star Meyers, og skjulte turister, Happening åbning metro Christianshavn.
- Old time english, åbningsshow til teater Kaleidoskop, samt spillestedet Forbrændningen.
- Konferencie koncept, Roskilde Festival, Rød-/gul scene 1995-2004